# 本願寺 (福山市)
本願寺（ほんがんじ）は、広島県福山市鞆町にある時宗の寺院。山号は興楽山。本尊は阿弥陀如来。

## 歴史
寺伝によると弘安年間の創建、開基は一遍。瀬戸内における時宗の拠点であったという。江戸時代を通して、朝鮮通信使の常宿でもあった。鞆地区の部落民の檀那寺であり、境内には蓮如上人の母の墓がある。同寺の縁起では蓮如上人誕生寺とされている。

## 周辺
- 鞆の浦歴史民俗資料館
- 沼名前神社
- 安国寺
- 法宣寺
- 明円寺
- 鞆城